# Домброва-Тарновска
Домброва-Тарновска (пол. Dąbrowa Tarnowska)  —  город  в Польше, входит в Малопольское воеводство,  Домбровский повят.  Имеет статус городско-сельской гмины. Занимает площадь 23,07 км². Население — 11 720 человек (на 2007 год).